# Drosera pygmaea
Drosera pygmaea es una especie de planta carnívora perteneciente a la familia de las droseráceas.

## Descripción
Drosera pygmaea es una pequeña planta carnívora en forma de roseta, herbácea bienal o anual nativa de Australia y Nueva Zelanda. El epíteto es una referencia al pequeño tamaño de esta planta que alcanza un tamaño de entre 8 y 18 mm de diámetro.

## Taxonomía
Drosera pygmaea fue descrita por Ludwig Diels y publicado en Prodromus Systematis Naturalis Regni Vegetabilis 1: 317. 1824.
Etimología
Drosera: tanto su nombre científico –derivado del griego δρόσος (drosos): "rocío, gotas de rocío"– como el nombre vulgar –rocío del sol, que deriva del latín ros solis: "rocío del sol"– hacen referencia a las brillantes gotas de mucílago que aparecen en el extremo de cada hoja, y que recuerdan al rocío de la mañana.
pygmaea: epíteto latino que significa "enano".
Sinonimia
- Drosera minutula Colenso
- Drosera pusilla R.Br. ex DC.[4][5]